# Liu Longtan
Liu Longtan (chinesisch 刘龙潭, Pinyin Liú Lóngtán; * 14. Februar 1988) ist ein ehemaliger chinesischer Eishockeyspieler, der bis 2016 bei China Dragon in der Asia League Ice Hockey unter Vertrag stand.

## Karriere
Liu Longtan begann seine Karriere als Eishockeyspieler in der Nachwuchsabteilung der Eishockeymannschaft von Qiqihar, mit der 2006 chinesischer Meister wurde. 2010 wechselte er zu China Dragon, die einzige chinesische Profimannschaft, für die er in der Saison 2010/11 sein Debüt in der länderübergreifenden Asia League Ice Hockey gab und bei der er bis 2016 auf dem Eis stand. Anschließend beendete er seine Karriere.

### International
Für China nahm Liu Longtan im Juniorenbereich 2003 an der U18-Weltmeisterschaft in der Division III teil. 2005, 2006 und 2008 spielte er mit der chinesischen U20-Auswahl in der Division II, während er mit der Mannschaft nach dem Abstieg 2006 bei der U20-Weltmeisterschaft 2007 in der Division III antreten musste.
Im Seniorenbereich stand der Verteidiger im Aufgebot Chinas bei den Weltmeisterschaften der Division II 2011, 2012, 2013, 2014 und 2015. Zudem vertrat er seine Farben bei der Olympiaqualifikation für die Winterspiele in Pyeongchang 2018.

## Erfolge und Auszeichnungen
- 2006 Chinesischer Meister mit der Mannschaft aus Qiqihar
- 2007 Aufstieg in die Division II bei der U20-Junioren-Weltmeisterschaft der Division III
- 2015 Aufstieg in die Division II, Gruppe A, bei der Weltmeisterschaft der Division II, Gruppe B

## Asia-League-Statistik
(Stand: Ende der Saison 2015/16)